# Frankfurterki

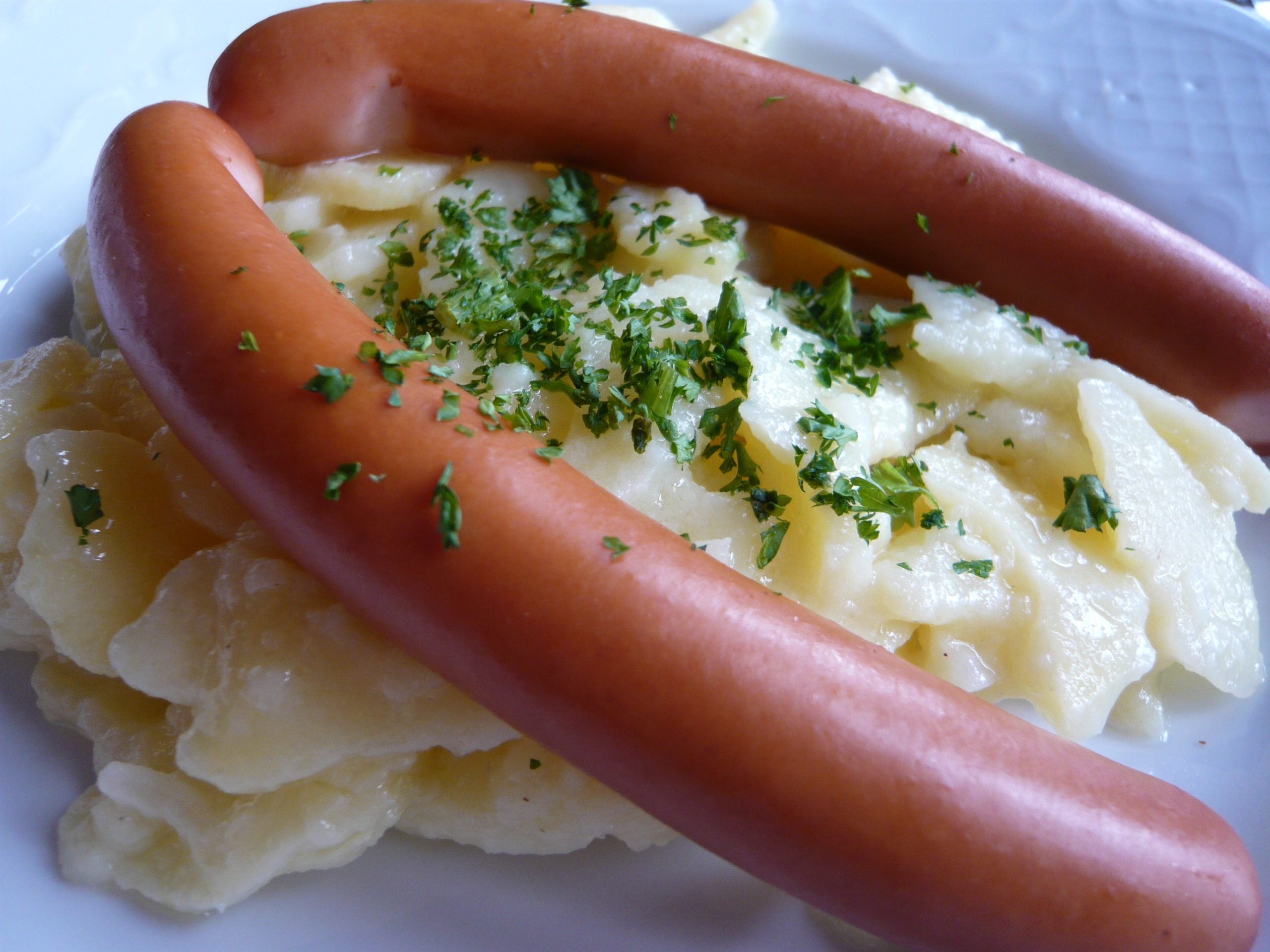
Frankfurterki z sałatką ziemniaczaną

Frankfurterki – krótkie, cienkie kiełbaski z wieprzowiny, wywodzące się z Niemiec. Kiełbaski produkowane najczęściej jako wędzone, parzone. Nazwa pochodzi od niemieckiego miasta Frankfurt, gdzie rozpoczęto ich produkcję. Podawane najczęściej na gorąco.
Znane są już od XIII wieku. 